# Herten TG
| TG ist das Kürzel für den Kanton Thurgau in der Schweiz. Es wird verwendet, um Verwechslungen mit anderen Einträgen des Namens Herten zu vermeiden. |

Herten war von 1812 bis 1919 eine Ortsgemeinde in der Munizipalgemeinde Frauenfeld und ist heute als Herten-Bannhalden ein Quartier der Gemeinde Frauenfeld im Bezirk Frauenfeld des Kantons Thurgau in der Schweiz. Am 1. Januar 1919 fusionierte die Ortsgemeinde Herten zur Einheitsgemeinde Frauenfeld.

## Geographie
Herten liegt heute am östlichen Stadtrand von Frauenfeld am Nordhang des Stäälibuck auf halber Höhe zwischen Thurtal und Hügelrücken.
Die frühere Ortsgemeinde umfasste Herten, Ergaten, Griesen, Hub und Oberherten.

## Geschichte

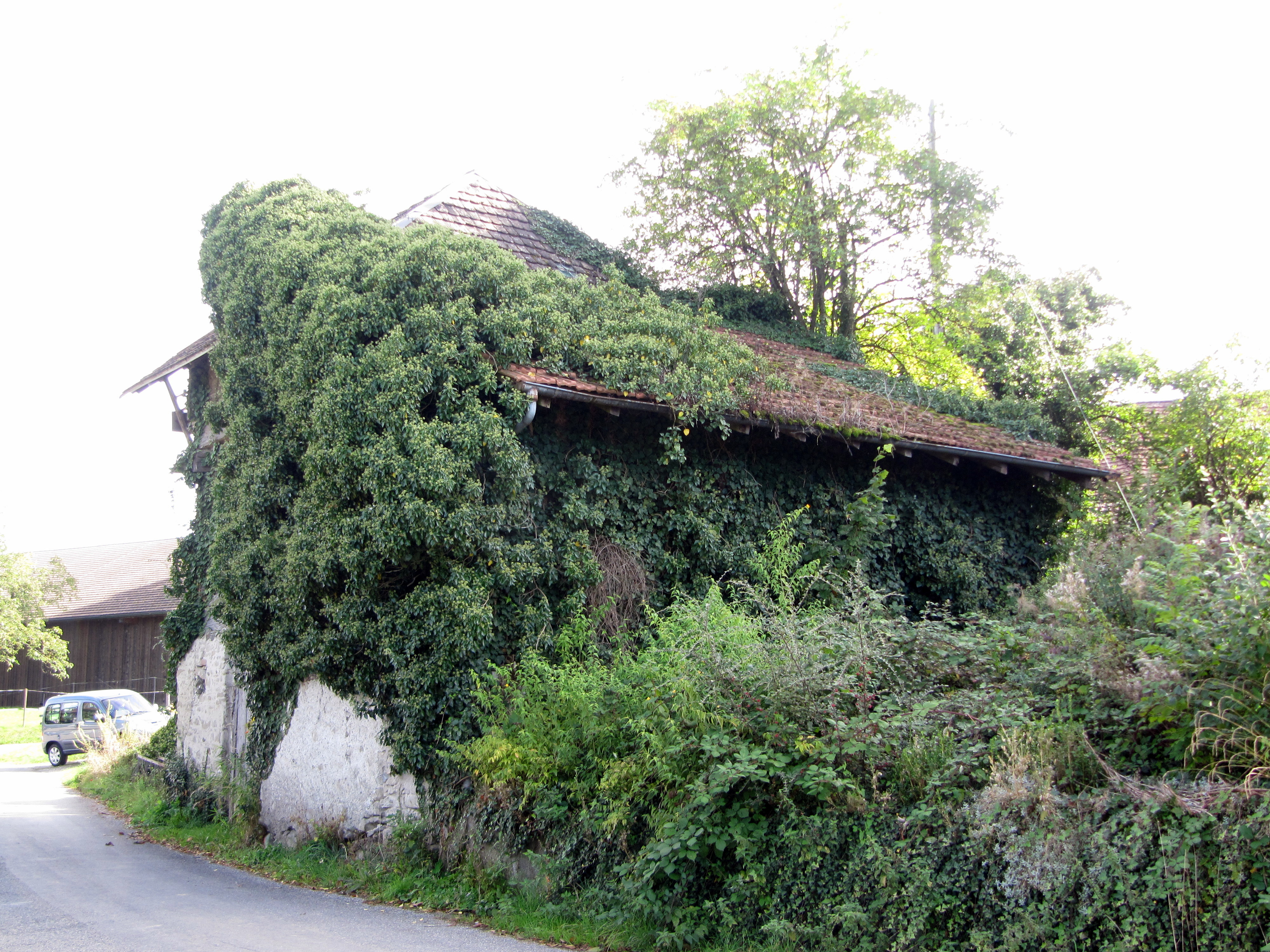
Speicher Herten

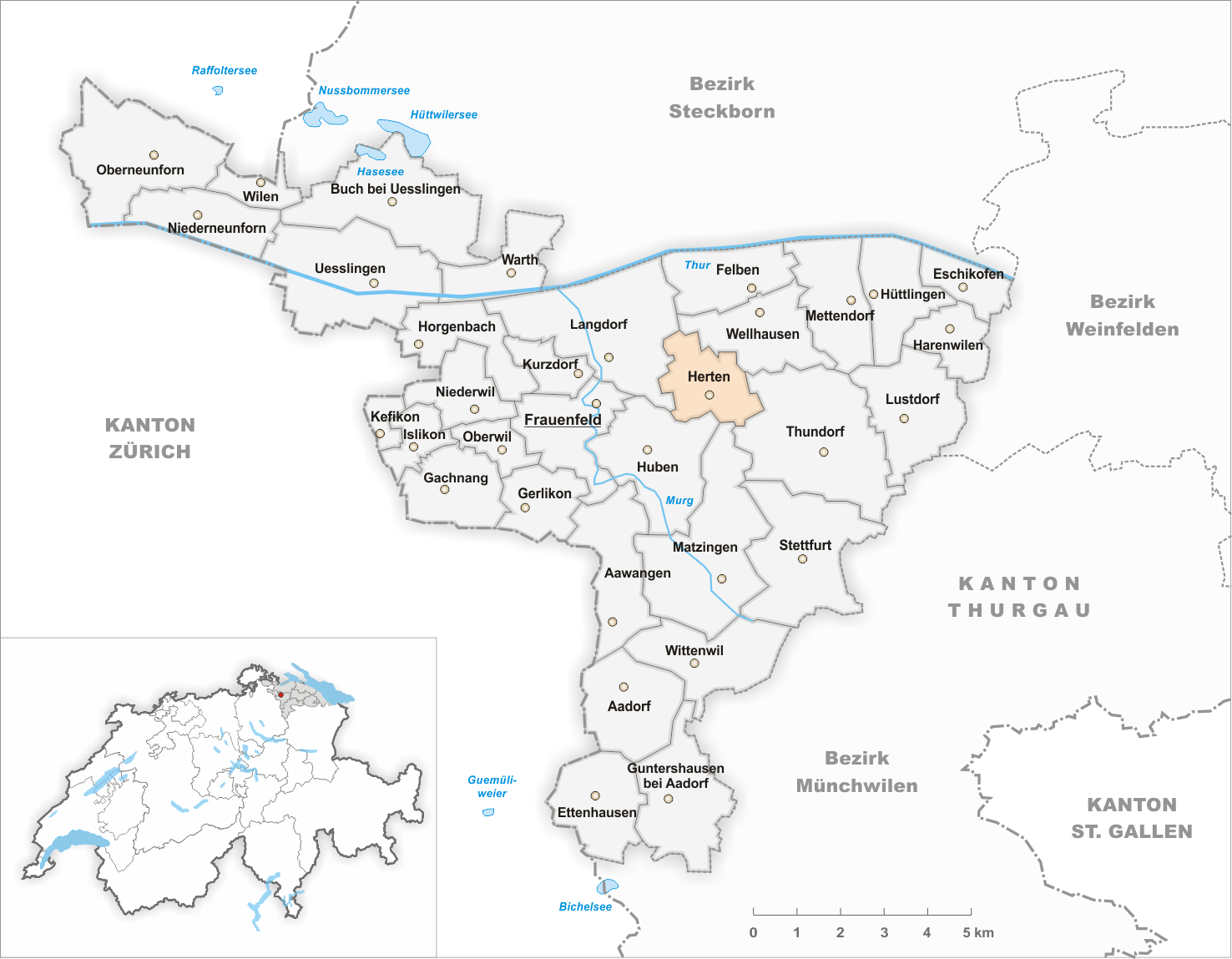
Gemeindestand vor der Fusion im Jahr 1919

Vom Mittelalter bis 1798 gehörte das Niedergericht Herten mit Herten, Ergaten, Griesen, Hub und Oberherten der Komturei Tobel. Herten war stets nach Frauenfeld kirchgenössig.
Gegen Ende des 19. Jahrhunderts ersetzten Vieh- und Milchwirtschaft den Ackerbau. 1880 gab es in Herten eine Käserei. Der Rebbau wurde im frühen 20. Jahrhundert vom Obstbau abgelöst. Obwohl Herten bis weit ins 20. Jahrhundert hinein seinen bäuerlichen Charakter bewahrte, arbeitete bereits um 1900 ein Teil der Einwohner in den Industrien von Frauenfeld.
| Jahr      | 1850 | 1900 | 1950 |
| Einwohner | 190  | 207  | 211  |

## Sehenswürdigkeiten
Der ehemalige Speicher Herten ist eines der Kulturgüter Frauenfelds.